# Bund der Vertriebenen

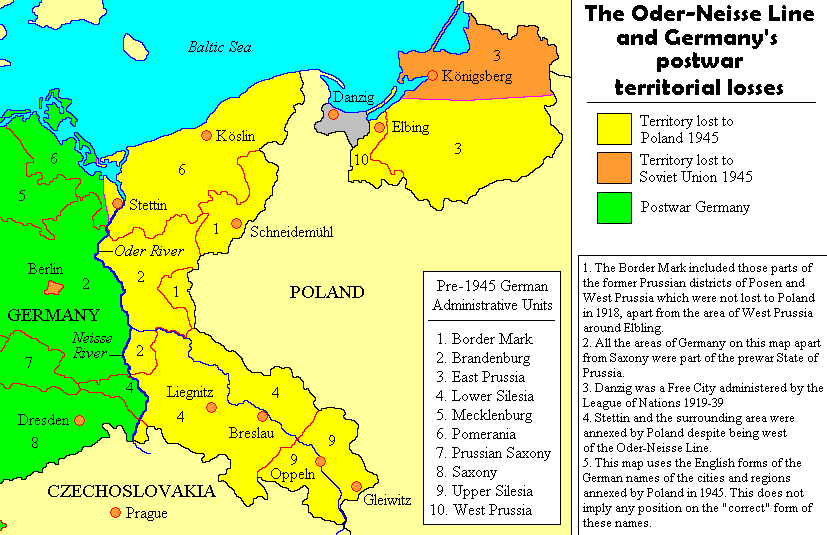
L'establiment de la frontera Oder-Niesse va suposar l'expulsió de milions d'alemanys de les seves llars

La Bund der Vertriebenen o BDV (Lliga dels Expulsats) és la federació d'associacions que representa els interessos dels desplaçats alemanys que van ser expulsats i desallotjats de casa seva en parts de l'Europa central i oriental durant la Segona Guerra Mundial.
Els expulsats estan organitzats en 21 associacions regionals d'acord amb les zones d'origen dels seus membres, 16 organitzacions estatals en funció de la seva residència actual, i 5 organitzacions de membres associat. Aquesta és la federació amb més gran nombre de membres a tot Alemanya, comptant amb prop de 15 milions de persones que després de fugir, sent expulsades o evacuades, es va refugiar a la República Federal d'Alemanya. La Federació és una força política de certa influència a Alemanya. La Federació ajuda als membres a integrar-se en la societat alemanya. Molts dels membres ajudar les societats del seu lloc de naixement. L'actual president de la federació és la política alemanya Erika Steinbach (CDU), que per tant és un membre de la Parlament alemany.

## Presidents
- Hans Kruger (1959-1963)
- Wenzel Jaksche (1964-1966)
- Reinhold cérvol (1967-1970)
- Herbert Czaja (1970-1994)
- Fritz Wittmann (1994-1998)
- Erika Steinbach (1998 -)
  - Vicepresident (des de 1992): Wilhelm von Gottberg